# Revalenta arabica

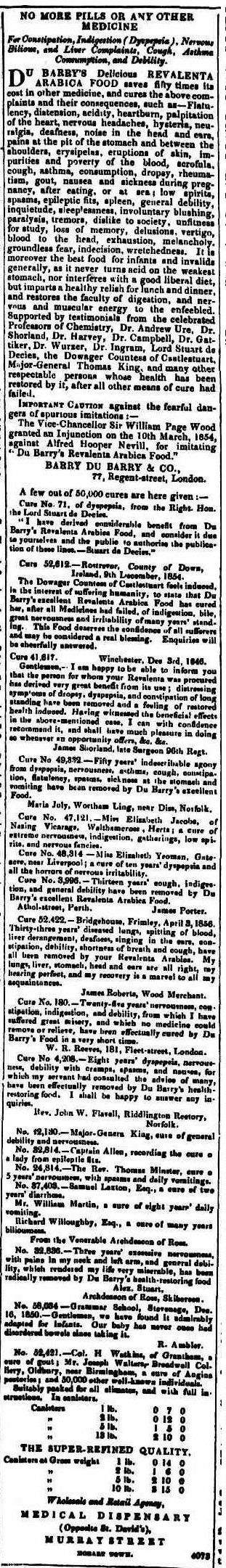
Anzeige von Barry, Du Barry & Co. für Revalenta arabica aus The Courier (Hobart, Tasmanien) vom 1. November 1856, S. 4. In diesem Jahr erschien die 1. Fassung des Grünen Heinrich.

Revalenta arabica war der Name eines Stärkungsmittels, das vor allem Mitte des 19. Jahrhunderts in Europa und der angelsächsischen Welt Verbreitung fand. Man schrieb ihm außergewöhnliche Heilkräfte und hohen Wert als Diätnahrung zu.

## Original
Bei dem echten Revalenta arabica handelte es sich um die „Wurzeln“ von Glossostemon bruguieri, einer ausdauernden krautigen Pflanze aus der Familie der Malvengewächse, die sich heute noch in den bergigen Region östlich von Bagdad nahe der iranischen Grenze findet. Die Wurzeln wurden in Arabien unter dem Namen Arabgossi gehandelt. In Ägypten sind sie unter der Bezeichnung Moghat bekannt. Aufgüsse der geriebenen Wurzel werden traditionell von Müttern kurz nach ihrer Niederkunft und ihren Gratulanten getrunken. Die Herkunftspflanze für das Produkt war lange Zeit unbekannt, erst der deutsche Afrikaforscher und Botaniker Georg Schweinfurth bestimmte Glossostemon bruguieri als dessen Grundlage.
Man bereitet daraus eine leichtverdauliche Speise für gebrechliche und gesundheitlich angegriffene Personen zu. Pflanze und Verwendung werden bereits im Firdous al-Hikmah („Paradies der Weisheit“) des Ali al-Tabari, einer medizinischen Enzyklopädie aus dem 9. Jahrhundert, erwähnt.
Ein therapeutischer Nutzen von Glossostemon bruguieri konnte bislang nicht belegt werden.

## Fälschung
Die als Wundermittel beworbenen Präparate enthielten jedoch diesen exotischen Bestandteil nicht, vielmehr handelte es sich im Wesentlichen um Linsenmehl, vermischt mit wechselnden weiteren Bestandteilen wie Bohnen-, Wicken- oder Weizenmehl. Einer der bekanntesten Hersteller einer Revalenta-Zubereitung war die in London ansässige Firma Barry, Du Barry & Co., deren Produkt sogar eine Revalenta-Polka gewidmet wurde.
Als die schlichten Bestandteile des Wundermittels bekannt wurden, wurde Revalenta arabica vor allem im Europa des 19. Jahrhunderts als der typische Vertreter eines mit an Betrügerei grenzender Geschäftstüchtigkeit vermarkteten quacksalberischen Produkts Gegenstand von Satire und humoristischer Betrachtung.
Auf diese Weise fand das Produkt Eingang in die Weltliteratur, nämlich in Gottfried Kellers Der grüne Heinrich. Als Heinrich Lee versucht, einen beruflichen Einstieg als Landschaftsmaler zu finden, und dabei von einem geschäftstüchtigen Kollegen um seine Bildidee geprellt wird, richtet er sich moralisch an dem Gedanken wieder auf, dass auch Schwindel und Betrügerei – in großem Stil betrieben – letztlich vielen braven Leuten Nahrung und Auskommen verschaffe:
So wird aber Revalenta arabica gemacht in noch vielen Dingen, nur mit dem Unterschiede, daß es nicht immer unschädliches Bohnenmehl ist, aber mit der nämlichen rätselhaften Vermischung von Arbeit und Täuschung, innerer Hohlheit und äußerm Erfolg, Unsinn und weisem Betriebe, bis der Herbstwind der Zeit alles hinwegfegt und auf dem Blachfelde nichts übrigläßt als hier einen Vermögensrest, dort ein verfallendes Haus, dessen Erben nicht mehr zu sagen wissen, wie es vordem entstanden, oder es nicht zu sagen lieben.
Das Mittel fand bis in die neuere Zeit Anwender.
Die heutige Entsprechung von Revalenta arabica als Schwindelprodukt schlechthin ist das Schlangenöl (snake oil).